# Blue Ridge (Schiff, 1970)
Die USS Blue Ridge (LCC-19) ist ein Kommandoschiff für Amphibische Kriegführung der United States Navy und das Typschiff der Blue-Ridge-Klasse. Sie ist das dritte nach den Blue Ridge Mountains benannte Schiff und dient seit 1970 in der US-Marine, seit 1979 ist es in Yokosuka, Japan stationiert und dient als Flaggschiff des Kommandeurs der 7. US-Flotte. Es ist derzeit das älteste in Dienst stehende Schiff der US Navy.

## Technik
Der Rumpf der Blue-Ridge-Klasse basiert auf den amphibischen Angriffsschiffen der Iwo-Jima-Klasse, mit denen sie auch die Antriebsanlage mit 22.000 PS Leistung gemeinsam haben. Der Rumpf wurde aber geringfügig auf 189 Meter verlängert, zusätzlich wurden breite Seitendecks angebracht, um Bei- und Landungsboote unterbringen zu können. Die Schiffe verfügen über einen großen Hubschrauberlandeplatz auf dem Achterdeck, auf dem Oberdeck befinden sich zahlreiche Antennen und Radaranlagen. Mittschiffs befindet sich der Brückenaufbau mit der Mack und den Hauptradaranlagen, dahinter ein einzelner freistehender Elektronikmast. Bewaffnet war das Schiff ursprünglich mit zwei 3-Zoll-Zwillingsgeschützen, 1974 wurden zwei Sea-Sparrow-Starter installiert. Seit den achtziger Jahren befinden sich zwei Phalanx CIWS zur Nahbereichsverteidigung an Bord, die Geschütze und die Lenkwaffenstarter wurden 1992 entfernt.

## Geschichte

### Entwicklung und Bau
Mitte der sechziger Jahre erkannte die US-Marine die Notwendigkeit schneller Kommandoschiffe, um mit schnellen amphibischen Angriffsverbänden mithalten zu können. Die bisher verwendeten, zumeist aus Handelsschiffen oder Transportern umgebauten Kommandoschiffe waren zumeist zu langsam. 1963 begannen daher die Planungen für die neue Blue-Ridge-Klasse, das Typschiff wurde am 31. Dezember 1964 geordert. Die Kiellegung fand am 27. Februar 1967 im Philadelphia Naval Shipyard statt, der Stapellauf erfolgte nach fast zwei Jahren Bauzeit am 4. Januar 1969. Die Blue Ridge wurde am 14. November 1970 bei der Marine in Dienst gestellt. Die gesamten Baukosten betrugen 75 Millionen US-Dollar.

### Einsatz

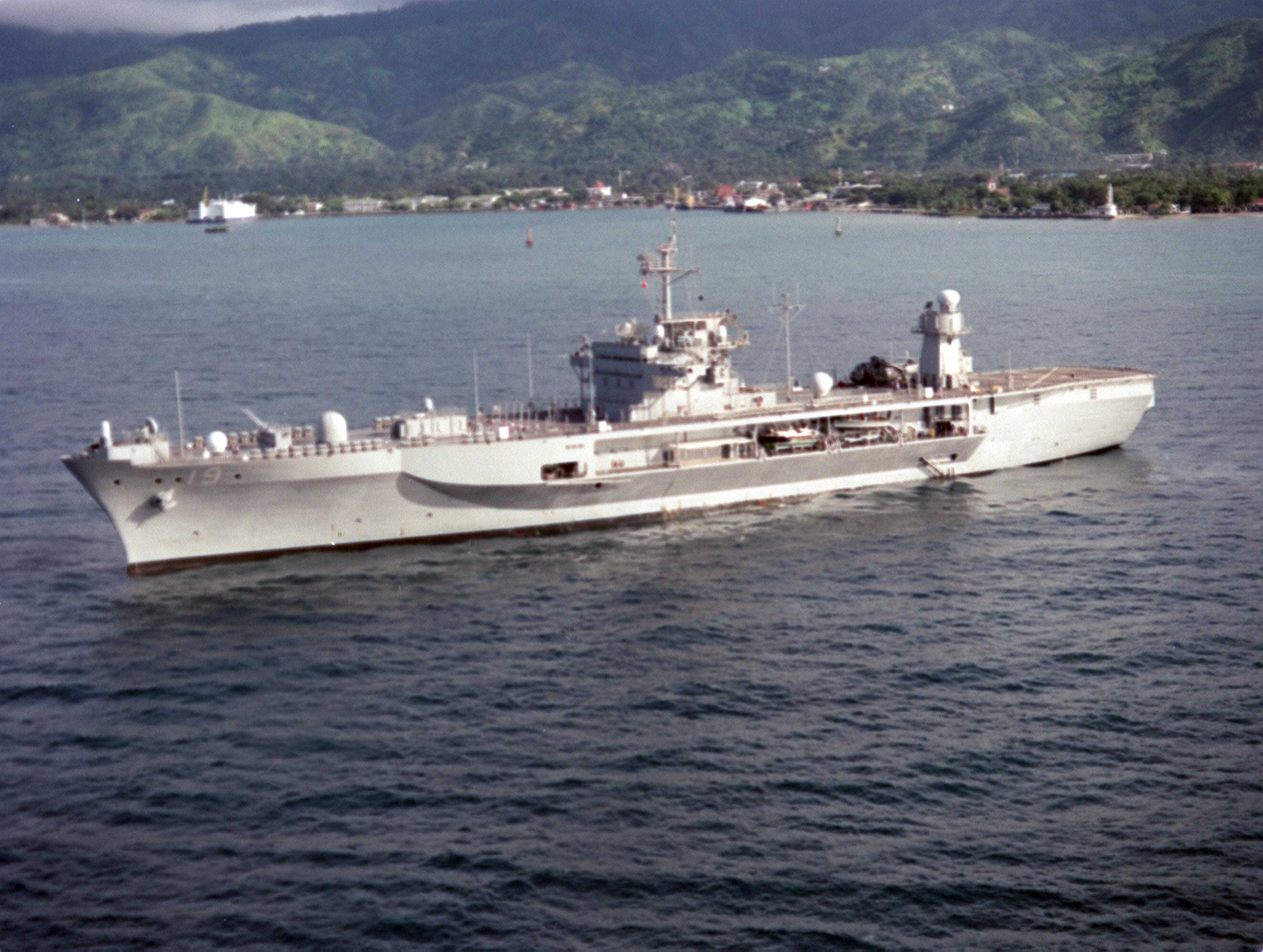
Die Blue Ridge in der Bucht von Dili

Die Blue Ridge wurde in San Diego stationiert, von wo aus sie im Pazifik operierte. 1975 war sie an der Evakuierung von Saigon beteiligt. 1979 wurde das Schiff nach Yokosuka verlegt, wo es als Flaggschiff des Kommandeurs der 7. US-Flotte diente. Es nahm regelmäßig an großen multinationalen Übungen mit Verbündeten teil. 1989 besuchte die Blue Ridge Shanghai. Von August 1990 bis Mai 1991 war sie Flaggschiff des Commander United States Naval Forces Central Command während der Operationen Desert Shield und Desert Storm. Im Sommer 1996 machte sie einen Hafenbesuch in Wladiwostok. Auch während der Operation Enduring Freedom und der Operation Iraqi Freedom war sie als Kommandoschiff der 7. Flotte eingesetzt. Im Februar 2000 unterstützte die Blue Ridge die Internationalen Streitkräfte Osttimor (INTEFET) in Dili.
Im März 2011 wurde das Schiff vor die Küste Japans geschickt, um nach dem Tōhoku-Erdbeben für Nothilfe bereitzustehen.